# Mongo (Kletterroute)
Mongo ist eine Kletterroute in Österreich, die mit dem Schwierigkeitsgrad 9a (UIAA XI) bewertet wurde. Sie gehörte zum Zeitpunkt der Erstbegehung 2004 zu den schwierigsten Routen weltweit. Die Route befindet sich im Klettergebiet Schleierwasserfall im Gemeindegebiet von Going am Wilden Kaiser. 
Die in löchrigem gelbem Kalkgestein verlaufende Route weist eine Länge von ca. 25 Metern auf und hängt bis zu 40 Grad über. Auf den ersten sechs Metern befindet sich die Schlüsselstelle, danach schließt ein mittelmäßiger Rastpunkt an, auf den noch ein schwerer dynamischer Zug etwa im Grad 8b+ (UIAA X+) folgt. Bei den letzten 12 Metern handelt es sich um großgriffige Kletterei im Grad 7c (UIAA IX). 
Schon 1989 versah Gerhard Hörhager im Klettergebiet Schleierwasserfall die zentrale und strukturloseste Linie des Hauptsektors mit Bohrhaken. Nach 15 Jahren und etlichen vergeblichen Durchstiegsbemühungen namhafter Kletterer (unter anderen Gerhard Hörhager, Alexander Huber, Klemens Loskot) gelang es im Oktober 2004 dem damals 20-jährigen Tiroler Markus Bendler, die Route sturzfrei zu bewältigen. Fast vier Jahre nach der Erstbegehung konnte die Route, die bis zum erfolgreichen Durchstieg ein halbes Jahr von Bendler versucht worden war, von Helmut „Heli“ Kotter am 6. März 2008 wiederholt werden.